# Širk
Širk  (arapski:  شرك) znači podjela na arapskom, tj. idolopoklonstvo ili politeizam u prenesenom značenju, i u suprotnosti je s tevhidom, koji označava jedinstvo Boga.
Postoje tri vrste širka: veliki, mali i skriveni širk. 

Veliki širk se javlja u četiri oblika:  
- 1) širk dove. Kaže Alah: O robovi Moji koji vjerujete, Moja je Zemlja prostrana, zato samo Meni 'ibādet činite!
- 2) širk nijjeta, odluke i namjere. Kaže Alah: Onima koji žele život na ovom svijetu i ljepote njegove – Mi ćemo dati plodove truda njihova i neće im se u njemu ništa prikratiti. Njih će na onom svijetu samo vatra peći; tamo neće imati nikakve nagrade za ono što su na Zemlji radili i biće uzaludno sve što su učinili.
- 3) širk pokornosti. Kaže Alah: Oni su, pored Alaha, za gospodare uzeli svećenike svoje i monahe svoje i Mesīha, sina Merjemina, a naređeno im je da samo jednom Bogu 'ibādet čine. Nema boga osim Njega. On je vrlo visoko iznad onih koje oni pored Njega obožavaju.
- 4) širk ljubavi. Kaže Alah: Ima ljudi koji su umjesto Alaha sudruge prihvatili; vole ih kao što se Alah voli. Ali pravi vjernici još više vole Alaha. A da znaju mušrici da će onda kada dožive patnju – svu moć samo Alah imati i da će Alah strahovito kažnjavati...

Mali širk, znači pretvaranje. Kaže Alah: Tko žudi da od Gospodara svoga bude lijepo primljen, neka čini dobra djela i neka, čineći 'ibādet Gospodaru svome, ne čini Njemu ravnim nikoga!
Skriveni širk, dokaz je hadīs Alahovog Poslanika, salalahu 'alejhi ve selem: Širk u ovom umetu je skriveniji od mravlje stope na crnoj stjeni u mrkloj noći.